# Juha Mieto

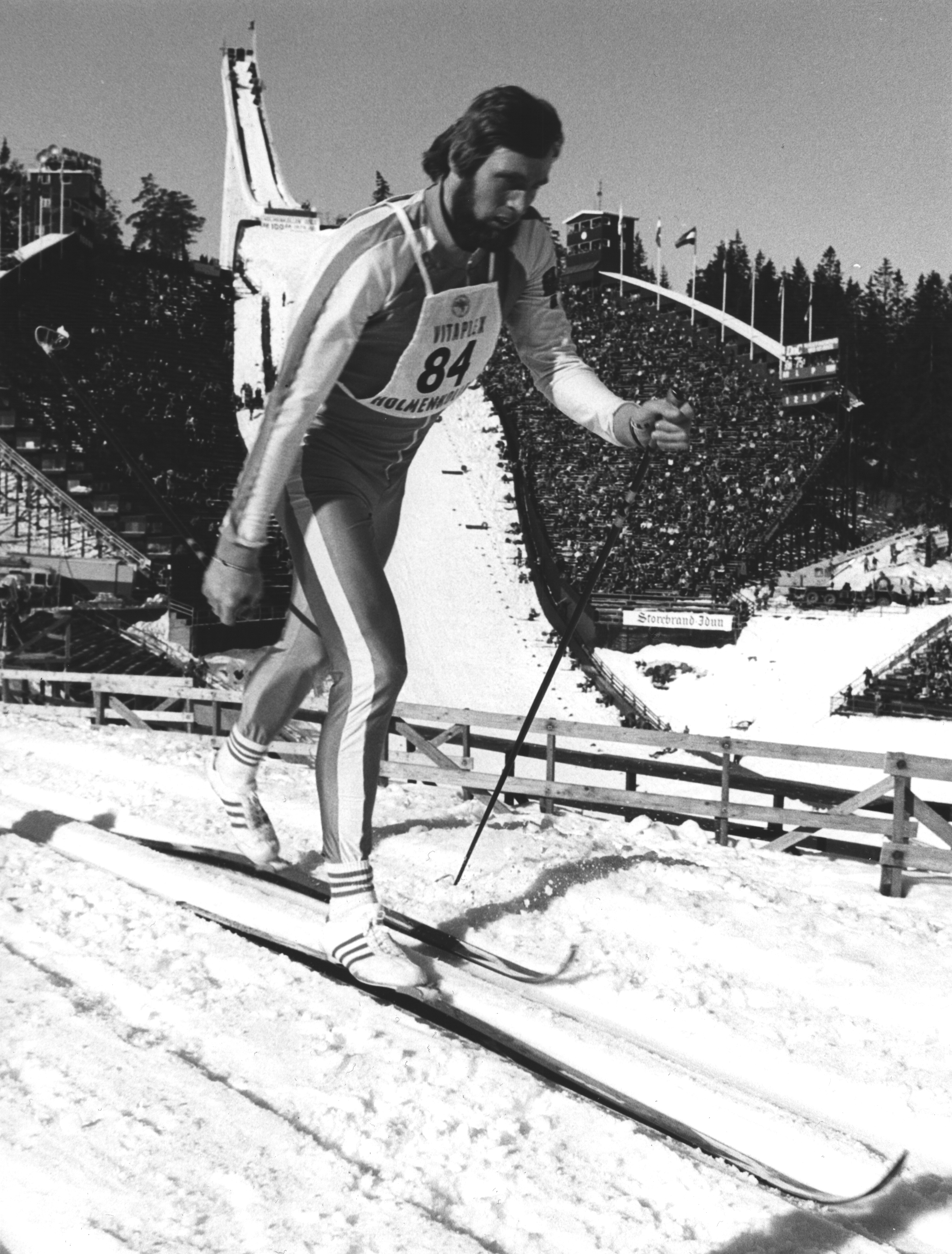
Juha Mieto in 1978

Juha Iisakki Mieto (Kurikka, 20 november 1949) is een Fins langlaufer en parlementslid (2007-2011).

## Carrière
Mieto nam viermaal deel aan de Olympische Winterspelen, de eerste drie spelen golden ook als wereldkampioenschappen. Mieto won tijdens de Olympische Winterspelen 1976 de titel op de estafette. Vier jaar later in Lake Placid won Mieto olympisch zilver op de 15 en 50 kilometer en de bronzen medaille op de estafette. Mieto behaalde tijdens zijn laatste spelen in 1984 de bronzen medaille op de estafette.
Mieto werd in 2007 verkozen in het Finse parlement de Eduskunta voor de Centrumpartij van Finland.

## Belangrijkste resultaten

### Olympische Winterspelen
| Editie | Plaats      | Resultaten                                   |
| ------ | ----------- | -------------------------------------------- |
| 1972   | Sapporo     | 4e 15 km 5e estafette                        |
| 1976   | Innsbruck   | 10e 15 km · 4e 30 km · 34e 50 km · estafette |
| 1980   | Lake Placid | 15 km · 7e 30 km · 50 km · estafette         |
| 1984   | Sarajevo    | 4e 15 km · 8e 30 km · 10e 50 km · estafette  |

### Wereldkampioenschappen langlaufen
| Jaar | Plaats      | Resultaten                                   |
| ---- | ----------- | -------------------------------------------- |
| 1972 | Sapporo     | 4e 15 km 5e estafette                        |
| 1974 | Falun       | 30 km                                        |
| 1976 | Innsbruck   | 10e 15 km · 4e 30 km · 34e 50 km · estafette |
| 1978 | Lahti       | 15 km · op de estafette                      |
| 1980 | Lake Placid | 15 km · 7e 30 km · 50 km · estafette         |
| 1982 | Oslo        | op de estafette                              |